# Pepsi & Shirlie
Pepsi & Shirlie bio je britanski pop glazbeni sastav. Činile su ga Helen DeMacque i Shirlie Kemp, bivši prateći vokali sastava Wham!.
Njihov najpopularniji singl „Heartache” objavljen je na prvom albumu All Right Now iz 1987., s kojeg je i  manje uspješan singl "Goodbye Stranger". Ostali singlovi s ovog albuma te sljedeći studijski album prošli su uglavnom nezapaženo.

## Studijski albumi
- All Right Now (1987.)
- Change (1991.)